# Renáta Jamrichová
Renáta Jamrichová (Trnava, 20 de junio de 2007) es una tenista eslovaca.

## Carrera

### Junior
Jamrichová ganó los dobles del Australia Open 2023, junto a Federica Urgesi, al derrotar en la final a Hayu Kinoshita y Sara Saito. En 2024 derrotó a Emerson Jones en la final del Australia Open y se consagró campeona del torneo. Llegó a la final de Wimbledon 2024, se enfrentó nuevamente a Emerson Jones y volvió a consagrarse campeona. Ganó los dobles de Roland Garros junto a Tereza Valentová, al derrotar a Tyra Caterina Grant y Iva Jovic.

### Profesional
Debutó en 2025 en el WTA Tour en el 250 de Auckland. En la primera ronda del torneo perdió contra Hailey Baptiste.